# Superliga słowacka w piłce nożnej (2008/2009)
W sezonie 2008/2009 rozegrano 22. edycję najwyższej klasy rozgrywkowej piłki nożnej na Słowacji. Tytułu mistrzowskiego broniła Artmedia Petržalka.

## Zespoły
Zmiana drużyn po sezonie 2007/2008
 Tatran Preszów (1. miejsce w I lidze), DAC Dunajská Streda (fuzja z FC Senec, 10. drużyną poprzedniego sezonu).
 AS Trenczyn (12. miejsce w Extralidze)
W Superlidze sezonu 2008/2009 występowało 12 zespołów. Zwycięzca – Slovan Bratysława – otrzymał tytuł mistrza Słowacji w piłce nożnej. Beniaminkami byli: mistrz I ligi – Tatran Preszów oraz DAC Dunajská Streda (mistrz grupy zachodniej II ligi), który połączył się z FC Senec, przejmując jego miejsce w najwyższej klasie rozgrywkowej.
- Artmedia Petržalka (1.)
- DAC Dunajská Streda[1]
- Dukla Bańska Bystrzyca (8.)
- FC Nitra (3.)
- MFK Dubnica (9.[2])
- MFK Koszyce (6.)
- MFK Ružomberok (7.)
- MŠK Žilina (2.)
- Slovan Bratysława (5.)
- Spartak Trnawa (4.)
- Tatran Preszów
- FC ViOn Zlaté Moravce (11.)

W nawiasach podano miejsce zajęte przez dany klub w Superlidze sezonu 2007/2008.

## Tabela
| Lp. | Drużyna                   | M  | Z  | R  | P  | Bramki | Bramki | Różn. | Pkt | Uwagi                                        |
| --- | ------------------------- | -- | -- | -- | -- | ------ | ------ | ----- | --- | -------------------------------------------- |
| 1   | Slovan Bratysława (M)     | 33 | 21 | 7  | 5  | 69     | 25     | +44   | 70  | Liga Mistrzów UEFA • II runda kwalifikacyjna |
| 2   | MŠK Žilina                | 33 | 18 | 8  | 7  | 56     | 26     | +30   | 62  | Liga Europy UEFA • II runda kwalifikacyjna   |
| 3   | Spartak Trnawa            | 33 | 15 | 10 | 8  | 45     | 38     | +7    | 55  | Liga Europy UEFA • I runda kwalifikacyjna    |
| 4   | MFK Koszyce               | 33 | 14 | 10 | 9  | 48     | 42     | +6    | 52  | Liga Europy UEFA • III runda kwalifikacyjna1 |
| 5   | MFK Ružomberok            | 33 | 12 | 11 | 10 | 48     | 34     | +14   | 47  |                                              |
| 6   | Artmedia Petržalka        | 33 | 12 | 11 | 10 | 50     | 38     | +12   | 47  |                                              |
| 7   | Tatran Preszów            | 33 | 10 | 11 | 12 | 40     | 50     | −10   | 41  |                                              |
| 8   | MFK Dubnica               | 33 | 10 | 7  | 16 | 43     | 49     | −6    | 37  |                                              |
| 9   | DAC Dunajská Streda       | 33 | 9  | 9  | 15 | 32     | 59     | −27   | 36  |                                              |
| 10  | Dukla Bańska Bystrzyca    | 33 | 9  | 8  | 16 | 30     | 39     | −9    | 35  |                                              |
| 11  | FC Nitra                  | 33 | 9  | 8  | 16 | 34     | 53     | −19   | 35  |                                              |
| 12  | FC ViOn Zlaté Moravce (S) | 33 | 5  | 8  | 20 | 21     | 63     | −42   | 23  | Spadek do I ligi                             |

## Wyniki meczów

### Mecze 1–11
W pierwszej części sezonu każdy zespół rozgrywa z pozostałymi po dwa mecze – 1 jako gospodarz, 1 jako gość.
| Gospodarz \ Gość       | PET | DDS | DBB | NIT | DUB | KOS | RUŻ | ŻYL | SLB | STN | TPR | ZLM |
| Artmedia Petržalka     |     | 3:0 | 1:1 | 1:1 | 3:0 | 3:2 | 2:2 | 0:0 | 1:1 | 0:0 | 3:0 | 5:0 |
| DAC Dunajská Streda    | 0:4 |     | 1:3 | 1:0 | 1:0 | 2:1 | 3:2 | 0:0 | 0:4 | 1:4 | 2:1 | 1:2 |
| Dukla Bańska Bystrzyca | 0:1 | 0:0 |     | 2:1 | 3:0 | 0:0 | 0:2 | 1:1 | 2:3 | 1:2 | 2:1 | 2:1 |
| FC Nitra               | 1:1 | 3:0 | 2:1 |     | 2:1 | 4:1 | 2:1 | 0:2 | 0:1 | 1:1 | 0:0 | 1:2 |
| MFK Dubnica            | 0:0 | 3:0 | 2:0 | 4:1 |     | 3:1 | 1:1 | 2:0 | 0:1 | 0:1 | 0:0 | 1:1 |
| MFK Koszyce            | 1:2 | 1:1 | 0:0 | 0:0 | 2:1 |     | 2:1 | 3:0 | 0:0 | 2:1 | 1:1 | 2:0 |
| MFK Ružomberok         | 3:0 | 0:0 | 1:0 | 1:1 | 2:2 | 0:0 |     | 0:1 | 5:1 | 1:0 | 3:0 | 1:0 |
| MŠK Žilina             | 3:1 | 5:1 | 1:0 | 2:0 | 5:2 | 2:1 | 2:0 |     | 0:1 | 5:1 | 2:2 | 2:1 |
| Slovan Bratysława      | 2:0 | 6:0 | 5:0 | 3:1 | 3:1 | 1:2 | 2:0 | 2:0 |     | 1:2 | 1:1 | 6:0 |
| Spartak Trnawa         | 4:2 | 1:1 | 2:0 | 3:1 | 0:2 | 2:1 | 0:4 | 1:1 | 1:1 |     | 0:3 | 3:1 |
| Tatran Preszów         | 1:0 | 2:1 | 2:1 | 1:1 | 2:3 | 1:2 | 2:2 | 1:0 | 1:2 | 0:0 |     | 2:1 |
| FC ViOn Zlaté Moravce  | 0:3 | 1:1 | 1:5 | 1:0 | 2:0 | 2:2 | 0:3 | 0:2 | 0:3 | 0:1 | 1:1 |     |

Źródło: Slovenský futbalový zväz
Objaśnienia:
1Drużyna gospodarzy jest wymieniona po lewej stronie tabeli.
Kolory: zielony – zwycięstwo gospodarzy, żółty – remis, różowy – zwycięstwo gości.

### Mecze 22–33
W drugiej części sezonu drużyny uczestniczące w rozgrywkach spotykały się ze sobą jednokrotnie – pary układane były według schematu przedstawionego w tabeli, gdzie kolejne liczby oznaczają miejsce zajęte przez dany zespół w sezonie 2007/2008 (numer 10 – DAC Dunajská Streda, numer 12 – Tatran Preszów). Te, które zajęły miejsca 1–6 rozgrywały 6 meczów jako gospodarze i 5 jako goście, pozostałe – 5 jako gospodarze i 6 jako goście.
| 22. kolejka                            | 23. kolejka                            | 24. kolejka                            | 25. kolejka                            | 26. kolejka                            | 27. kolejka                            |
| -------------------------------------- | -------------------------------------- | -------------------------------------- | -------------------------------------- | -------------------------------------- | -------------------------------------- |
| 1 – 12 2 – 11 3 – 10 4 – 9 5 – 8 6 – 7 | 1 – 2 8 – 6 9 – 5 10 – 4 11 – 3 12 – 7 | 2 – 12 3 – 1 4 – 11 5 – 10 6 – 9 7 – 8 | 1 – 4 2 – 3 9 – 7 10 – 6 11 – 5 12 – 8 | 3 – 12 4 – 2 5 – 1 6 – 11 7 – 10 8 – 9 | 1 – 6 2 – 5 3 – 4 10 – 8 11 – 7 12 – 9 |
| 28. kolejka                            | 29. kolejka                            | 30. kolejka                            | 31. kolejka                            | 32. kolejka                            |                                        |
| 4 – 12 5 – 3 6 – 2 7 – 1 8 – 11 9 – 10 | 1 – 8 2 – 7 3 – 6 4 – 5 11 – 9 12 – 10 | 5 – 12 6 – 4 7 – 3 8 – 2 9 – 1 10 – 11 | 1 – 10 2 – 9 3 – 8 4 – 7 5 – 6 12 – 11 | 6 – 12 7 – 5 8 – 4 9 – 3 10 – 2 11 – 1 |                                        |

| Gospodarz \ Gość       | PET | DDS | DBB | NIT | DUB | KOS | RUŻ | ŻYL | SLB | STN | TPR | ZLM |
| Artmedia Petržalka     |     | 0:0 | 1:1 |     |     | 2:3 |     | 0:2 |     | 1:1 | 1:0 |     |
| DAC Dunajská Streda    |     |     | 2:1 |     |     | 1:3 |     | 2:0 |     | 3:0 |     | 1:0 |
| Dukla Bańska Bystrzyca |     |     |     |     | 1:0 | 0:1 |     | 1:0 |     | 0:1 |     | 0:0 |
| FC Nitra               | 1:2 | 2:1 | 1:2 |     |     | 2:1 |     |     |     | 1:5 | 1:0 |     |
| MFK Dubnica            | 2:1 | 2:2 |     | 1:2 |     | 1:3 | 2:0 |     | 1:3 |     |     |     |
| MFK Koszyce            |     |     |     |     | 3:1 |     | 1:0 | 0:0 |     | 2:1 | 5:5 | 2:1 |
| MFK Ružomberok         | 2:0 | 2:2 | 1:0 | 3:0 |     |     |     |     | 1:1 |     |     |     |
| MŠK Žilina             |     |     |     | 5:0 | 3:1 |     | 1:1 |     | 1:0 |     | 5:1 | 3:0 |
| Slovan Bratysława      | 4:1 | 2:1 | 0:0 | 2:0 |     | 2:0 |     |     |     |     | 4:1 |     |
| Spartak Trnawa         |     |     |     |     | 2:1 |     | 2:0 | 0:0 | 1:1 |     | 0:0 | 2:0 |
| Tatran Preszów         |     | 1:0 | 2:0 |     | 1:4 |     | 3:2 |     |     |     |     | 1:0 |
| FC ViOn Zlaté Moravce  | 0:5 |     |     | 1:1 | 0:0 |     | 1:1 |     | 1:0 |     |     |     |

Źródło: Slovenský futbalový zväz
Objaśnienia:
1Drużyna gospodarzy jest wymieniona po lewej stronie tabeli.
Kolory: zielony – zwycięstwo gospodarzy, żółty – remis, różowy – zwycięstwo gości.

## Najlepsi strzelcy
| Pozycja | Piłkarz        | Klub                                        | Liczba zdobytych bramek |
| ------- | -------------- | ------------------------------------------- | ----------------------- |
| 1       | Pavol Masaryk  | Slovan Bratysława                           | 15                      |
| 2       | Ján Novák      | MFK Koszyce                                 | 12                      |
| 3       | Miloš Lačný    | MFK Ružomberok                              | 11                      |
| 3       | Juraj Halenár  | Artmedia Petržalka/Slovan Bratysława (1/10) | 11                      |
| 3       | Leonard Kweuke | DAC Dunajská Streda                         | 11                      |
| 3       | Adauto         | MŠK Žilina                                  | 11                      |

Źródło: Slovenský futbalový zväz – Konečné poradie strelcov Corgoň ligy 2008/2009